# Höglandssnårskvätta
Höglandssnårskvätta (Cossypha semirufa) är en fågel i familjen flugsnappare inom ordningen tättingar.

## Utseende och läte
Höglandssnårskvättan är en färgglad 18–19 cm lång trastliknande fågel. Ovansidan är mörk, undersidan, inklusive strupen är rostorange. Huvudet är kontrastrikt tecknat, med svart hjässa, svarta kinder och vitt ögonbrynsstreck. Stjärten har svart mitt och breda orangefärgade sidor som syns väl i flykten. Arten är mycket lik vitbrynad snårskvätta men finns i andra miljöer och har svart snarare än brun mitt på stjärten.

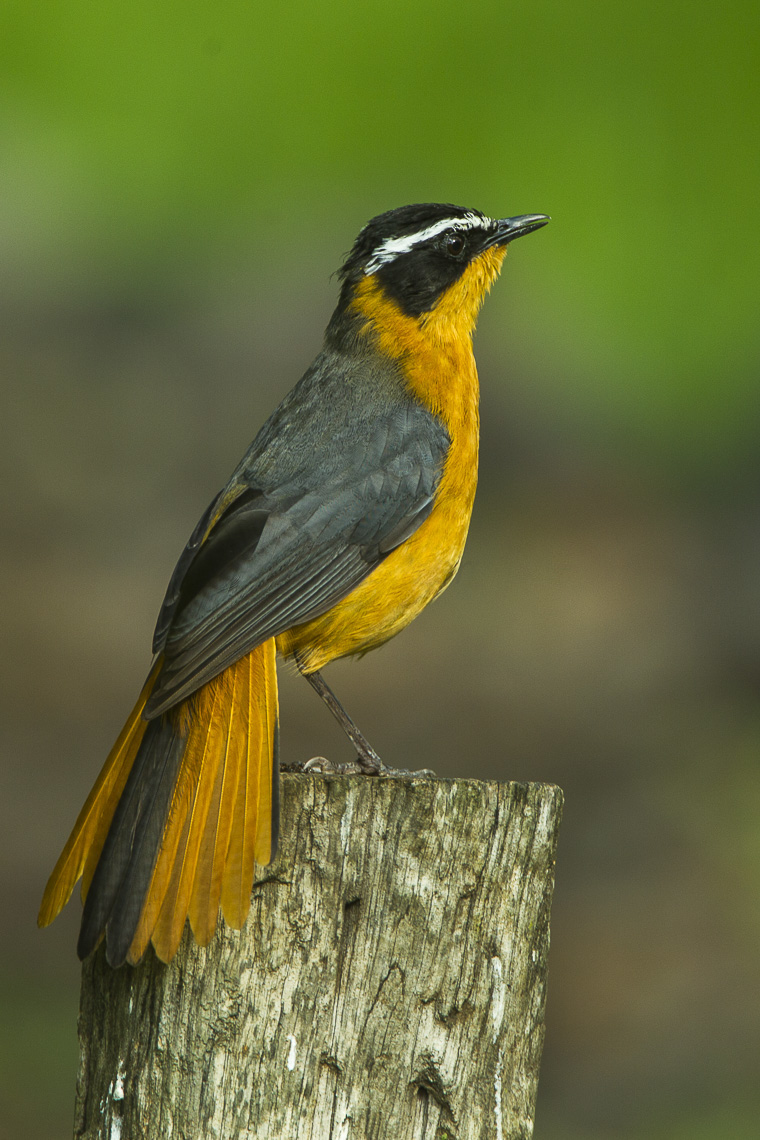

Sången är varierad och melodisk, ofta innehållande härmningar från andra fåglar. Ett vanligt återkommande tema är visslingar som går från högt till lågt till högt och slutligen lågt igen.

## Utbredning och systematik
Höglandssnårskvätta delas in i tre underarter med följande utbredning:
- Cossypha semirufa semirufa – Eritrea, Etiopien (förutom centrala östra delen), sydöstra Sydsudan (Boma) och norra Kenya
- Cossypha semirufa donaldsoni – centrala östra Etiopien
- Cossypha semirufa intercedens – södra och centrala höglandet i Kenya samt norra Tanzania (Kilimanjaro)

### Familjetillhörighet
Liksom alla snårskvättor men även fåglar som rödhake, näktergalar, stenskvättor, rödstjärtar och buskskvättor behandlades höglandssnårskvätta tidigare som en trast (Turdidae), men genetiska studier visar att den tillhör familjen flugsnappare (Muscicapidae).

## Levnadssätt
Som namnet avslöjar hittas höglandssnårskvättan i höglänta områden, framför allt i tät undervegetation i bergsskogar, i lummigt skogslandskap och i trädgårdar. Där ses den vanligen i par. Födan består av insekter, som skalbaggar, bönsyrsor, gräshoppor, mätare och fjärilslarver. Den har noterats besöka myrsvärmar och följer ibland mindre däggdjur som suniantilop (Nesotragus moschatus) för att fånga insekter som skräms upp i dess väg.

### Häckning
Arten har noterats häcka mars–augusti i Etiopien och övervägande mars–juni i Kenya. Det skålformade boet placeras en till 2,5 meter ovan mark i en buske, ett trädhål, en stubbe eller till och med i en hängande korg i en trädgård. Däri lägger den två till tre olivgröna eller olivbruna ägg med lite mörkare fläckar som ruvas i tolv till 13 dagar. Fåglarna lämnar boet efter ytterligare 15–16 dagar. Boparasitism från rödbröstad gök är vanligt förekommande i Kenya.

## Status och hot
Arten har ett stort utbredningsområde, men tros minska i antal, dock inte tillräckligt kraftigt för att den ska betraktas som hotad. Internationella naturvårdsunionen IUCN listar arten som livskraftig (LC).